# Attendorn
Attendorn är en stad i Kreis Olpe i det tyska förbundslandet Nordrhein-Westfalen. Attendorn, som är känt för sin droppstensgrotta Atta-Höhle, har cirka 24 000 invånare.